# Parafia św. Faustyny w Górze Śląskiej
Parafia św. Faustyny w Górze Śląskiej znajduje się w dekanacie Góra zachód w archidiecezji wrocławskiej.  Jej proboszczem jest ks. Arkadiusz Wysokiński. Obsługiwana przez kapłana archidiecezjalnego. Erygowana w 2000.
Aktualnie parafia świętej Faustyny w Górze buduje nową świątynię. Jej wieża będzie miała około 40 metrów. Do czasu oddania nowego obiektu do użytkowania wierni spotykają się w małej kaplicy wybudowanej przy budynku plebanii. 
Budowę plebanii, jak i kościoła, rozpoczął proboszcz - ks. Stanisław Chłopecki tragicznie zmarły w wypadku samochodowym 25 października 2005 roku.  

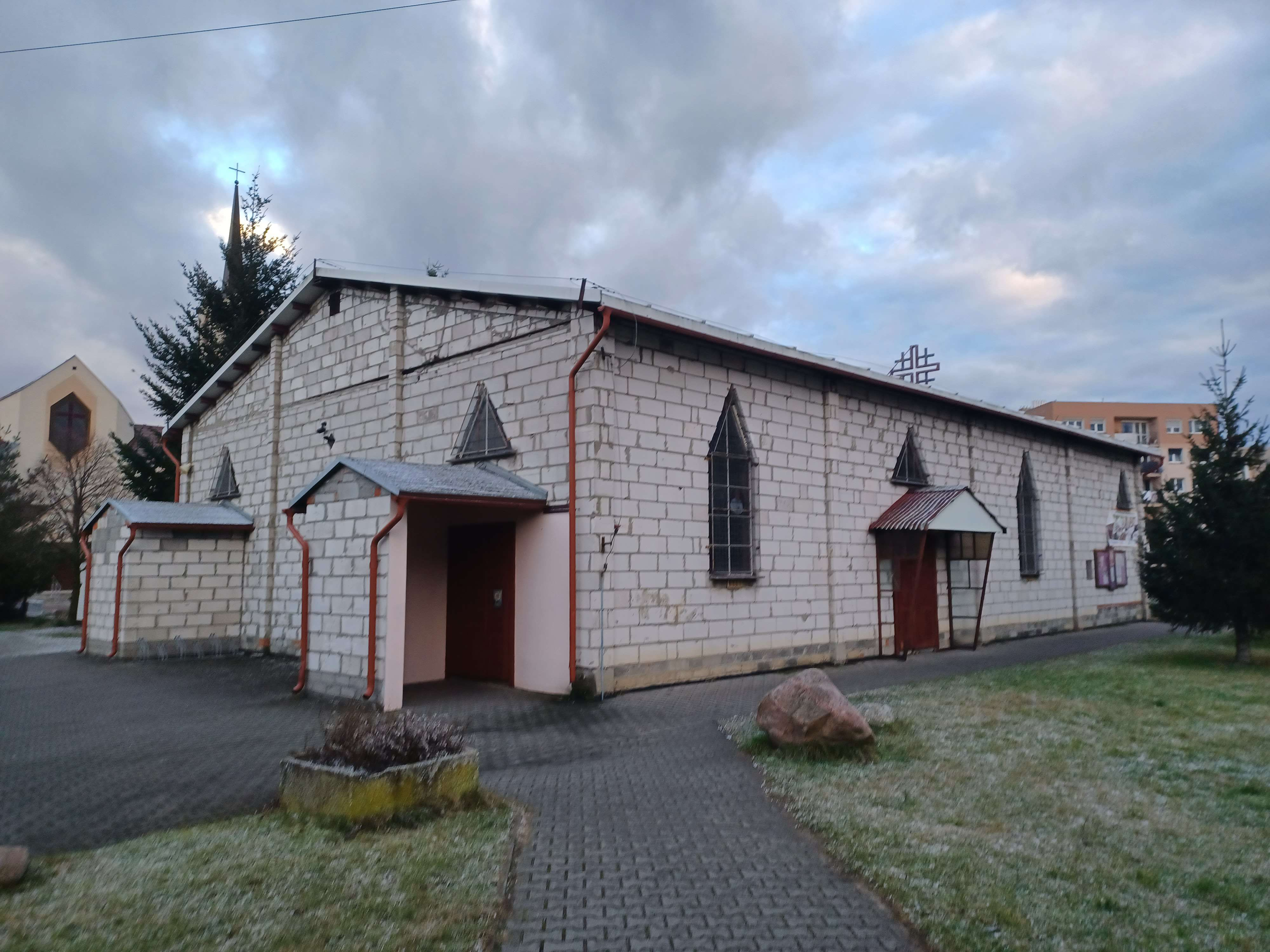
Kaplica